# Wereldkampioenschappen openwaterzwemmen 2009 - 25 kilometer vrouwen
De 25 kilometer vrouwen op de wereldkampioenschappen openwaterzwemmen 2009 vond plaats op 25 juli 2009 in Lido di Ostia, Italië. Regerend wereldkampioene was de Russin Ksenia Popova.

## Uitslag
| Rang   | Naam                  | Nationaliteit    | Tijd      |
| ------ | --------------------- | ---------------- | --------- |
| Goud   | Angela Maurer         | Duitsland        | 5:47.48,0 |
| Zilver | Anna Oevarova         | Rusland          | 5:47.51,9 |
| Brons  | Federica Vitale       | Italië           | 5:47.52,7 |
| 4      | Margarita Dominguez   | Spanje           | 5:48.37,6 |
| 5      | Celia Barrot          | Frankrijk        | 5:49.00,7 |
| 6      | Linsy Heister         | Nederland        | 5:49.08,1 |
| 7      | Martina Grimaldi      | Italië           | 5:49.36,7 |
| 8      | Stefanie Biller       | Duitsland        | 5:50.08,8 |
| 9      | Natalya Pankina       | Rusland          | 5:50.36,8 |
| 10     | Eva Fabian            | Verenigde Staten | 5:50.41,5 |
| 11     | Emily Hanson          | Verenigde Staten | 5:53.01,6 |
| 12     | Esther Nunez Morera   | Spanje           | 6:06.45,7 |
| 13     | Shelley Clark         | Australië        | 6:07.31,7 |
| 14     | Cathy Dietrich        | Frankrijk        | 6:08.27,4 |
| 15     | Lili Anzueto Moguel   | Mexico           | 6:29.49,1 |
|        | Kate Brookes-Peterson | Australië        | DNF       |
|        | Zaira Cardenas        | Mexico           | DNF       |
|        | Nika Kozamernik       | Slovenië         | DNS       |